# Pacific Plaza Condominiums
Pacific Plaza Condominiums is een wolkenkrabber in Makati, Filipijnen. De woontoren, die staat aan Ayala Avenue, werd in 1992 voltooid door D.M. Consunji, Inc. Het gebouw is 150,03 meter hoog en telt 44 verdiepingen. Het is door Recio+Casas Architects in modernistische stijl ontworpen en is het eerste gebouw uit een reeks woontorens van de Metro Pacific Corporation.